# Bejuma (paroisse civile)
Pour les articles homonymes, voir Bejuma.
Bejuma est l'une des trois paroisses civiles de la municipalité de Bejuma dans l'État de Carabobo au Venezuela. Sa capitale est Bejuma, chef-lieu de la municipalité.

## Géographie

### Relief
La paroisse civile occupe un territoire en forme de pointe de flèche orientée vers le nord et la pointe occupée par le cerro San Isidro. Deux chaînes de monts forment les limites ouest et est du territoire. À l'ouest s'enchaînent les cerros Aguirre Arriba, Aguire del Medio et Aguirre Abajo et à l'est les cerros Las Adjuntas et Bejuma. Le sud est montagneux avec les cerros La Mona, San Antonio, Bellorín, Naranjal, Los Cañizos, le cumbre de Batatal et le cerro La Cruz culminant à 1 049 mètres d'altitude.

### Démographie
La paroisse civile, outre sa capitale Bejuma, comporte quelques petites localités entourant la capitale :
- Alto de Reyes
- Banco Largo
- Bejuma
- Carrizal
- El Rincón
- Reyes Arriba
- Tierra Blanca